# Кольорові воєнні плани США

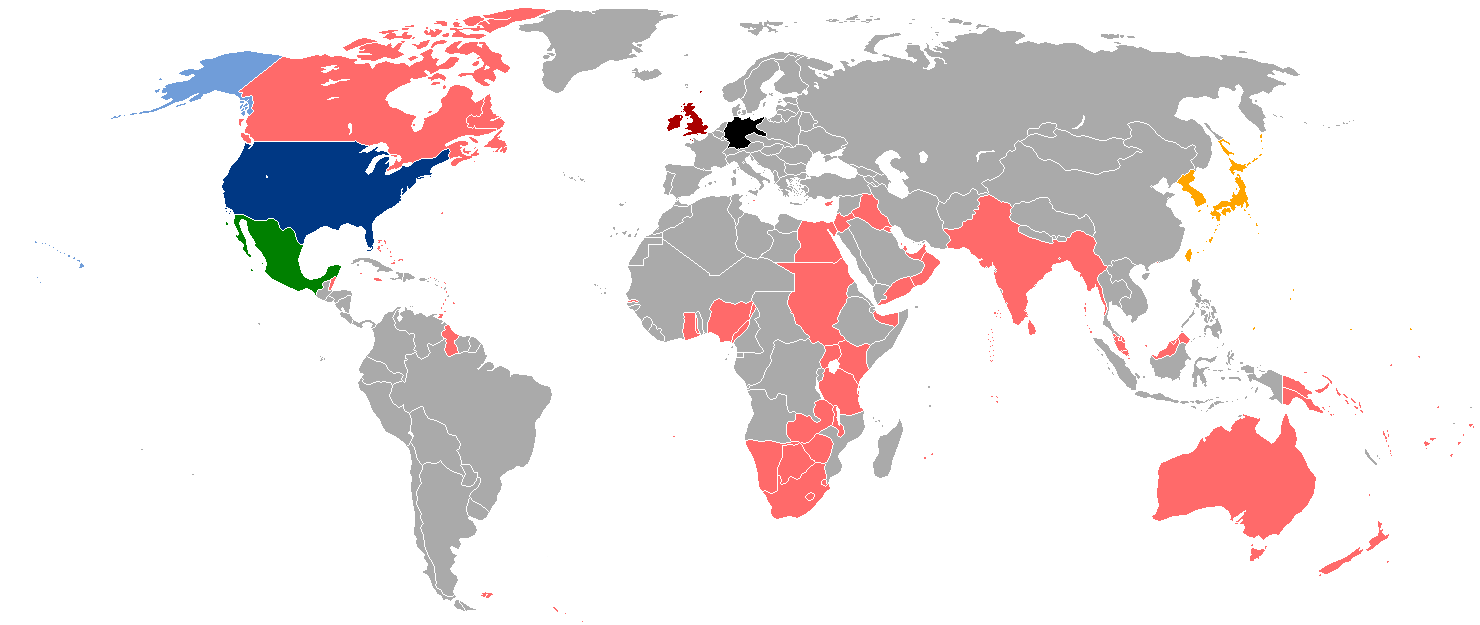
Потенційні супротивники у кольорових планах станом на 1921 рік

Кольорові воєнні плани США (англ. Color Plans, color-coded plans) — в історіографії загальна назва воєнно-стратегічних планів, розроблених США на початку ХХ століття і в проміжку між Першою і Другою світовими війнами. Назви планам зазвичай давалися за кольорами, якими позначалися потенційні супротивники (особисто США було привласнено синій колір):
- чорний — Німеччина;
- помаранчевий — Японська імперія;
- червоний — Велика Британія;
- зелений — Мексика.

Кольорові назви були напівформальні, детальні варіанти планів (а їх, наприклад, для Помаранчевого плану були десятки) часто мали позначення на кшталт англ. Navy WPL-13.
Кольорові військові плани зазвичай не затверджувалися керівництвом США; до 1924 року вони підписувалися тільки самими плануючими, потім міністрами оборони (англ. Department of War) і військово-морського флоту (англ. Department of the Navy). Єдине виключення — план Райдуга 5 — в середині 1941 року був усно схвалений президентом Ф. Рузвельтом.

## Ситуація по завершенню Першої світової війни
Американське військове планування по завершенню Першої світової війни в значній мірі визначалося популярним серед американців запереченням війни, яке, здавалося, знайшло своє підтвердження у 1928 році, коли договір Келлога-Бріана закріпив відмову від війни як знаряддя національної політики. Військове планування на європейському театрі тому було вкрай теоретичним, тим більше, що в Європі єдиним серйозним суперником вважалася Велика Британія, але війна з нею була малоймовірною.
На Далекому Сході і Тихому океані, проте, між США і Японською імперією зберігалися недозволені протиріччя, позиція Японської імперії до того ж істотно зміцнилася в результаті Першої світової війни і узгоджених по її завершенні договорів. Наприклад, в результаті укладення Договору п'яти держав у 1922 році США, Велика Британія, Французька республіка та Королівство Італія зобов'язалися не зміцнювати свої тихоокеанські володіння. Тому американська стратегічна думка в цей час зосереджувалася на можливій протидії агресії Японської імперії проти американських територій чи інтересів на Тихому океані і Далекому Сході.
Відповідальність за розробку планів спільних дій армії і флоту ніс попередник Об'єднаного комітету начальників штабів (КНШ), англ. Joint Board і його плануючий орган, англ. Joint Planning Committee.

## Червоний і оранжевий плани

### Помаранчевий план
Першим розробленим після Першої світової війни планом став Помаранчевий (1921–1924 роки). План характеризував стратегічне положення США на Тихому океані як невигідне і виокремив Японську імперію як потенційного супротивника. Стратегічною концепцією плану була «наступальна війна, переважно військово-морська», із завданням досягнення якомога раніше переваги американського військово-морського флоту над японським. Оскільки єдиною придатною для цього базою на захід від Перл-Гарбору була Манільська затока, план вважав за необхідне утримувати затоку у разі війни і для цього при необхідності перекинути на Філіппіни підкріплення, щоб уникнути захоплення островів. На армію покладалося завдання утримання Манільської затоки до підходу військово-морських сил, але основні зусилля випадали на флот. План не передбачав висадки на Японських островах, перемога планувалася з допомогою ізоляції Японської імперії та ведення наступальних дій авіацією і флотом проти військово-морських сил Японської імперії і її економіки.
Помаранчевий план залишався основою стратегічного планування США протягом п'ятнадцяти років. У нього поступово були включені численні варіації і сценарії, включаючи і розгляду можливості раптового нападу авіації Японської імперії на Перл-Гарбор. План було оновлено принаймні шість разів між 1924 і 1938 роками, згідно і з змінами внутрішньополітичної обстановки в Конгресі США, так і зовнішньополітичною ситуацією. За ці роки були розроблені детальні плани для армії і флоту, графік мобілізації, окремі плани для військ на Філіппінах, Гавайях і в Панамі.
Проте цей дуже ретельно розроблений план так і залишився на папері, оскільки передбачав двосторонню війну між США і Японською імперією. Вважалося, що в жодної сторони не буде союзників і сторони не будуть нападати на треті країни; битви тому будуть цілком відбуватися на Тихому океані. На той час це були цілком розумні припущення, але стратеги проте розглядали й інші можливості: війну з Великою Британією (Червоний план) і одночасну війну з Великою Британією та Японською імперією (Червоно-помаранчевий план).

## Червоний план
На відміну від оранжевого плану, «червоний» план війни з Великою Британією включав передислокування основної частини флоту в Атлантичний океан і масштабні наземні операції з метою запобігти створенню британцями плацдарму в Західній півкулі. Зокрема, планувалося захоплення Канади (яка, у свою чергу, мала план оборони від США, так звана Оборонна схема No.1 (англ. Defence Scheme No. 1)

### Червоно-помаранчевий план
«Червоно-помаранчевий» план розглядав спільні військові дії Великої Британії та Японської імперії, сценарій одночасної війни США на двох океанах з двома морськими державами. Планування включало можливе захоплення американських володінь на тихоокеанському заході, порушення доктрини Монро, атаки на Панамський канал і Гаваї, вторгнення у власне США. США не мали достатньо військово-морських сил для атакуючих операцій на обох морських театрах війни, так що стратеги опинилися перед вибором оборонного підходу на обох океанах або атакуючої позиції на одному океані, і оборони — на іншому. Вибір був зроблений на користь рішучих атак в Атлантиці і оборони на Тихому океані з мінімальними силами. Це рішення пояснювалося тим, що основні життєві інтереси США були зосереджені на сході, в Європі, там же очікувався і головний удар ворожої коаліції, там же було потрібно і зосередження американських сил.
Стратеги бачили недоліки червоно-оранжевого плану, який поєднував атаку зі стратегічної обороною:
- свобода дій для супротивника з можливістю вибору їм місць для нападу;
- неминучість для США очікування атак всюди, з можливістю втрати будь-якої заморської території;
- несумісність оборонної війни з духом і традиціями американського народу.

Ці недоліки в очах плануючих врівноважувалися перевагами:
- операції американських сил проводилися поблизу своїх баз, в той час як противник знаходився б далеко від своїх територій і змушений був би підтримувати довгі лінії комунікацій;
- сили, які США могли зібрати для перемоги в Атлантиці, могли уявити таку наступну загрозу для Японської імперії, що остання могла б піти на мирні переговори: "не виключено, що ситуація в кінці битви з червоними виявиться такою, що помаранчеві, замість продовження війни на заході Тихого океану, поступляться "[3].

## Зміна міжнародної обстановки у 1930-і роки
Червоно-помаранчевий план не відображав практичного стану міжнародної обстановки 1920-1930-х років. Штабісти вказували на це у своїх планах: «в поточних умовах союз між червоними і помаранчевими малоймовірний» (у 1923 році), «вкрай малоймовірний» (у 1935 році). Але умови червоно-оранжевого плану змушували плануючих всерйоз розглядати ситуацію, в якій США будуть змушені одночасно битися на двох океанських театрах військових дій, ця особливість плану згодилася при підготовці військових планів другої світової війни.
До 1937 року осмисленість припущень, покладених в основу помаранчевого плану, стала вельми сумнівними. Антикомінтернівський пакт, в якому Японська імперія знайшла союзників в особі Третього Рейху і Королівства Італія, зробив двосторонню війну між США і Японською імперією вельми малоймовірною, в той же час загроза прямої агресії проти третіх країн в Європі та Азії зросла в умовах політики умиротворення, що проводилася Великою Британією та Французькою республікою. КНШ видав вказівку переробити помаранчевий план, в якому передбачалася б боєготовність вздовж західного узбережжя США і в стратегічному трикутнику, утвореному Аляскою, Гаваями і Панамою. Вказівка також містила вимогу розглянути різні варіанти розвитку ситуації після досягнення боєготовності, явно натякаючи на можливість для США виявитися залученими в європейський конфлікт одночасно з атакуючими діями на Тихому океані. Проте, вже за два тижні КНШ був сповіщений, що штаби окремих родів військ не можуть досягти згоди. Армія, розглядаючи невизначену ситуацію в Європі, не погоджувалася на атакуючі дії на Тихому океані і наполягала на чисто оборонних операціях на цьому театрі. Втрата можливості захищати ключові позиції в Західній півкулі в обмін на наступальні операції на Далекому Сході виглядала в очах армійських штабістів дурною, вони вважали, що, внутрішня політика і громадська думка можуть не підтримати наступальні операції на тихоокеанському ТВД. Планувальники військово-морського флоту стверджували, що американська стратегія не може обмежитися обороною, і, на початку війни, виробництво може бути швидко розширено з тим, щоб ресурсів виявилося достатньо як для забезпечення безпеки континентальних штатів, так і для наступу в західній частині Тихого океану. На їхню думку, якщо Японська імперія отримає допомогу від Третього Рейху та Королівства Італія, то і США зможуть розраховувати на підтримку союзників (явно натякаючи на Велику Британію, хоча «тип, кількість, і місце такої підтримки не можуть бути передбачені»).
КНШ відреагував на проблему, видавши нові інструкції 7 грудня 1937, які задавали як головну мету перемогу над Японією і вимагали боєготовності на західному узбережжі і в стратегічному трикутнику. Підтримка цієї боєготовності покладалося на армію, залишаючи військово-морському флоту завдання атакуючих операцій проти помаранчевих сил і розрив стратегічних для помаранчевого боку морських комунікацій. Але, ці нові інструкції не допомогли досягти згоди між стратегами армії і флоту, тому новий помаранчевий план був врешті-решт узгоджений як компроміс між заступниками начальників штабів. Після місячних переговорів, новий помаранчевий план з'явився 18 лютого 1938. Він не тільки містив традиційну наступальну стратегію на Тихому океані, але й розглядав можливість одночасного конфлікту в Атлантиці, нову рису для помаранчевого плану. У разі війни з Японською імперією, США спочатку займуться приведенням сил в бойову готовність і підготовкою наступу проти Японської імперії. Власне ж наступ на позиції Японської імперії почнеться з островів Південно-Тихоокеанського мандату, але тільки в тому випадку, якщо не виникне несподіваних проблем (наприклад, нападу в Атлантиці).
1938–1940 роки були охарактеризовані зміною американського стратегічного мислення. Військово-морський флот відійшов від концентрації на просуванні на захід Тихого океану і усвідомив нову небезпеку, від країн «осі». Армія, зайнята в першу чергу оборонною континентальних Штатів, відійшла від концентрації на тихоокеанському ТВД, яка домінувала після Першої світової війни, і стала звертати увагу на Європу. Червоний і червоно-оранжевий плани більш не мали сенсу, Атлантичний океан набував все більшого значення. В умовах поділу світу на два протиборчі табори, припущення про ведення війни без союзників — характерне для всіх попередніх планів — теж повинно було бути переглянуто. Перший крок до зміцнення американської оборони в Атлантиці був зроблений, коли директор військового планування військово-морського флоту Ройал Інгерсолл (Royal E. Ingersoll) (Тоді капітан, згодом чотиризірковий адмірал) був посланий в грудні 1937 року в Лондон для неформального обговорення умов військово-морського співпраці, якщо обидві держави опиняться в стані війни з Японською імперією. Неминучий в ході таких обговорень розгляд можливості війни з Третім Рейхом призвело до таких міркувань:
- у разі війни з Третім Рейхом, кригсмарине атакуватиме торгові шляхи Великої Британії в Атлантиці, ситуація буде ще гірше, якщо у війну вступить Королівство Італія;
- Французький флот зуміє утримати західне Середземномор'ї, але британський флот буде змушений зосередитися на Атлантиці;
- внаслідок цього, у Великій Британії не залишиться сил для дій на Далекому Сході;
- проте, союз між Великою Британією та США дозволить США сконцентруватися на Тихому океану, в той час як британський флот забезпечить безпеку торгових шляхів в Атлантиці. Цей розподіл військово-морських сил вдасться підтримувати навіть в тому випадку, якщо армія США виявиться залучена у війну в Європі;
- ця домовленість підтримала військово-морських стратегів та їх більшу порівняно з армією концентрацію на тихоокеанському ТВД.

Події в Європі в 1938 та 1939 році підтвердили правильність американської оцінки ситуації, що змінилася. Після Аншлюсу, Мюнхенської угоди, Німецької окупації Чехословаччини, та пакту Молотова—Ріббентропа і заяв президента Рузвельта і держсекретаря Корделла Голла, КНШ зажадав від планувальників вивчити сценарій, в якому безпеці США будуть одночасно загрожувати агресія Третього Рейху та Королівства Італія в Європі і експансія Японської імперії на Далекому Сході. Вперше після Першої світової війни військові плани (якщо не вважати нереалістичного червоно-помаранчевого плану) мали розглянути США у складі коаліції, яка бореться проти іншої групи держав.

## Квітневий звіт 1939
Після шести місяців роботи планувальники розглянули становище у світовій політиці, оцінили ймовірність війни та можливі цілі гітлерівської коаліції в Європі, а також Японії на Далекому Сході, і представили звіт в квітні 1939 року. «Монументальний звіт» використовувався як основа для військового планування до нападу Японії на Перл-Харбор.
Висновки звіту включали:
- Третій Рейх та Королівство Італія ризикнуть на відкриту агресію в Західній Європі тільки якщо Велика Британія і Французька республіка будуть підтримувати нейтралітет чи зазнають поразки;
- Японська імперія продовжить експансію в Республіці Китай та Південно-Східної Азії проти інтересів Великої Британії і США, по можливості мирними методами, але і з застосуванням військової сили, якщо це буде необхідно;
- Країни гітлерівської коаліції за сприятливих обставин діятимуть спільно. У разі активної відсічі, можлива світова війна;
- США у разі війни на двох океанах мають оборонятися в Тихому океані, приділивши особливу увагу захисту Гаваїв, Панамського каналу, а також Карибських островів;
- Головним завданням військово-морського флоту буде утримання під контролем атлантичних підходів до Америки, особливо Південної. Ця задача буде нескладною за підтримки Великої Британії і Французької республіки, але за відсутності такої кооперація з латиноамериканськими країнами стає необхідною.

У звіті запропоновано створити набір військових планів, по одному для кожної можливої ситуації. Захист території США мала пріоритет, але для забезпечення її потрібен захист всієї західної півкулі. Оцінюючи загрози у Вест-Індії і Південній Америці як основні, звіт змінив традиційний для флоту упор на тихоокеанський ТВД.
Результатом появи звіту стала розробка п'яти так званих «райдужних» планів.

## Райдужні плани
П'ять райдужних планів мали єдину мету — захист США і західної півкулі від явної чи прихованої агресії країн Осі, але відображали п'ять можливих сценаріїв розвитку ситуації. Всі райдужні плани припускали, що
- США почнуть війну без союзників;
- держави Латинської Америки і європейські демократії на початковому етапі будуть нейтральні;
- США буде протистояти союз ворожих держав.

### Райдуга 1
Перший план припускав, що США будуть воювати без союзників. США при цьому будуть підтримувати Доктрину Монро, захищаючи західну півкулю, починаючи від 10-ї паралелі південної широти, звідки можуть виникати загрози життєвим інтересам США. Армія і флот спільними зусиллями повинні були захищати територію США, їхні заморські володіння і морську торгівлю. План передбачав на тихоокеанському ТВД стратегічну оборону по лінії Аляска-Гаваї-Панама, що мала тривати до тих пір, поки зміна обстановки в Атлантиці не вивільнить сили флоту для наступальних дій проти Японії.
План був найпростішим і найобмеженішим; він визначав, проте, умови, виконання яких було необхідно для реалізації інших планів.

### Райдуга 2
Другий план припускав, що США воюватимуть спільно з Великою Британією і Французькою республікою, при цьому внесок США в Європі та Атлантиці буде обмеженим, що дозволить негайно почати атакуючі дії в Тихому океані.
Становище у світі, що склалася до літа 1939 року, відповідала припущеннями цього плану: здавалося, що Велика Британія і Французька республіка забезпечать оборону Атлантики, вивільнивши частину американського флоту для атаки на тихоокеанського ворога. У той же час очікувалося, що США забезпечать захист інтересів Великої Британії на Далекому Сході. У зв'язку з цим у військово-морського флоту США з'явилася необхідність у координації військових планів з Великою Британією, і вже у травні 1939 року офіцер з планового відділу Британського Адміралтейства прибув до Вашингтону для зустрічі з американськими флотськими планувальниками. Початок війни в Європі у вересні 1939 року, як здавалося, ще більш підкріпило сценарій другого райдужного плану, і взимку 1939–1940 року штабісти активно працювали над його варіантами. Завдання виявилося дуже складним, тому що план вимагав координації дій з союзниками, а їхні плани не були відомі. Тим не менш, до квітня 1940 року чотири варіанти армійського плану з коментарями флоту були підготовлені, і планувальники винесли запит про переговори з Великою Британією, Францією та Нідерландами «так швидко, як тільки дозволить дипломатична обстановка».
Проте в тому ж місяці Третій Рейх напав на Данію і Норвегію, 10 травня розпочав наступ на Французьку республіку, вже за чотири дні прорвавші французьку оборону в Арденнах, до кінця травня почалася евакуація з Дюнкерка, 10 червня у війну вступило Королівство Італія, і ще через тиждень Французька республіка запросила миру. Ці події зробили другу райдужний план (як і третій) нездійсненним.

### Райдуга 3
Третій план, як і перший, припускав, що США будуть боротися самотужки, але передбачав раннє просування американських сил з Гаваїв на захід Тихого океану.
Цей план був найближчим до «помаранчевого».

### Райдуга 4
Четвертий план також припускав дію США без союзників, але відрізнявся тим, що збройні сили США діяли по всій Південній Америці, а також на сході Атлантичного океану. Як і в першому плані, стратегічна оборона на Тихому океані тривала до зміни обстановки в Атлантиці і вивільнення сил флоту для наступальних дій проти Японії.
План передбачав нейтралітет Великої Британії та Французької республіки (можливо, внаслідок агресії гітлерівського блоку) і, подібно, першому райдужному плану, концентрувався на захисті власне США; посилка експедиційних сил в Європу і на захід Тихого океану не передбачалася.
Спочатку розробка цього плану мала найменший пріоритет, але поразка Французької республіки і загроза Великій Британії привели до усвідомлення необхідності концентрації на захисті західної півкулі від європейських країн гітлерівської коаліції, і план був опрацьований протягом травня 1940 року. Сценарій тепер включав порушення доктрини Монро Третім Рейхом та Королівством Італія (після нанесення ними поразки Французькій республіці і Великій Британії і завершення війни в Європі), з одночасною агресією в Азії. З погляду планувальників, ситуація дуже сильно залежала від долі французької та британської військово-морських флотів: за цією оцінкою, у разі захоплення кораблів обох країн країни гітлерівської коаліції досягали паритету з американським флотом і могли почати операції в західній півкулі вже через 6 місяців. Ті ж 6 місяців були потрібні для підготовки американського флоту, і тому момент втрати французької або британської флотів автоматично опинявся для США датою початку мобілізації.
До середини червня 1940 планувальники раніше вважали, що США будуть змушені воювати без союзників. На думку начальників розвідки армії і флоту, представленому президенту 16 червня, потенційно можливими залишалися три стратегічні варіанти: дії виключно на тихоокеанському ТВД, підтримка Великої Британії та Французької республіки за всяку ціну, концентрація на захисті західної півкулі. Проте у сформованій ситуації, в умовах нестачі часу, найкращим варіантом вважався четвертий райдужний план. Пропонувалося навіть припинити посилку озброєнь до Великої Британії, так як вони могли знадобитися для американської мобілізації. По суті, військове планування виходило в цей момент із думки про неминучість поразки союзників США, неможливості надати їм військову допомогу в кількостях, які могли б змінити ситуацію, і усвідомлення, що США можуть виявитися наступною метою в списку агресорів.

### Райдуга 5
П'ятий план припускав спільні дії з Французькою республікою і Великою Британією; захист США проводився так само, як і в першому плані. Передбачалася рання перекидання сил для захисту східної Атлантики та Африки і/або Європи. У взаємодії з британськими силами, наступальні операції мали привести до поразки Третього Рейху та Королівства Італія, після чого перекидання сил в Тихий океан мав дозволити почати наступ проти Японської імперії; до цього на тихоокеанському ТВД передбачалася стратегічна оборона.
Цей план виявився найближчим до ситуації, що склалася в ході Другої світової війни. Він віддзеркалив стратегічний принцип, який отримав пізніше назву Спочатку — Європа (en: Europe first) — у разі одночасної війни з європейськими країнами гітлерівської коаліції і Японською імперією головним супротивником буде Третій Рейх.
Саме на основі п'ятого райдужного плану адміралом Старком в листопаді 1940 року був написаний План Дог (Plan Dog memo), який вважається одним з найголовніших американських стратегічних документів Другої світової війни. Старк в цьому плані чітко пов'язав долю США і Великої Британії вже у вступі: «якщо Велика Британія здобуде рішучу перемогу, у нас з'явиться можливість перемоги всюди; але якщо вона програє, наші проблеми стануть дуже важкими; ми, можливо, і не програємо всюди, але, ймовірно, ніде не виграємо».

## Інші «кольорові» плани
У період з 1900-х по 1930-ті командуванням армії і флоту США була розроблена серія «кольорових» планів, що розглядають ситуації війни з різними потенційними супротивникам.
- Жовтий план[6] — план дій щодо захисту американських інтересів в Китаї, у разі повномасштабного антиєвропейського повстання. Припускав морську експедицію і захоплення десантом Шанхаю, а також активні дії канонерських човнів по захопленню контролю над річками та каналами Китаю.
- Сірий план[7] — існувало два військові плани за позначенням Сірий. Перший стосувався Центральної Америки[7] і Карибського басейну, другий — вторгненням на португальські Азорські острови[8]
- Жовто-коричневий план[9] — схема вторгнення на Кубу з метою встановлення про-американського режиму, розроблена у 1920-х на випадок, якщо Куба потрапить під вплив якоїсь із європейських націй. Розглядав загальні питання інтервенції без формального оголошення війни.
- Золотий план[10] — розроблений на початку 1920-х план війни проти Французької республіки, що вважалася в той момент володаркою найсильнішої наземної армії світу. План розглядав ситуацію, при якій Французька республіка (ймовірно, в союзі з будь-якою іншою європейською державою) скористається своїми колоніями в Західній Півкулі як плацдармами для дій проти США.
- Зелений план[11] — схема дій армії і флоту в разі повномасштабної інтервенції в Мексику. Розроблено у 1919 році на випадок небажаного для США ходу громадянської війни в Мексиці.
- Коричневий план[12] — схема дій на випадок можливого повстання на Філіппінах.
- Фіолетовий план[13] — комплект схем вторгнення в різні латиноамериканські республіки з метою захисту американських інтересів і встановлення про-американського уряду.
- Пурпурний план[14] — аналог фіолетового плану для південноамериканських республік.
- Чорний план[15] — розроблений на початку ХХ сторіччя план війни проти Німецької імперії та відбиття потенційної німецької агресії в Західній півкулі. Творці плану виходили з прагнення Німеччини створити плацдарми в Карибському морі і в Центральній Америці і потенційної можливості того, що в результаті конфліктів на європейському континенті в розпорядженні Німеччини можуть виявитися колоніальні володіння інших європейських держав. План передбачав активні мінні постановки і оперування підводних човнів поблизу потенційних німецьких плацдармів в Західній Півкулі (для запобігання висадки) і зосередження основних американських військово-морських сил в Новій Англії для оборони стратегічно найважливіших районів. У 1918 році після поразки Німеччини і знищення німецького військово-морського флоту план втратив актуальність. Під час другої світової війни на випадок якщо німці спробують захопити французькі володіння в Карибському морі, або почати наступ на східному узбережжі.
- Білий план[16] — план дій армії і флоту на випадок великомасштабного повстання на території самих США, спроби сецесії окремих штатів або інспірованих заворушень.
- План Індиго[17] — участь США в окупації Ісландії. У 1941 році, по окупації Данії Третім Рейхом, за для убезпечення Великої Британії, під час битви за Атлантику.